# Dvernik
Dvernik (engl. Tyler ili Tiler) je naziv dužnosti vanjskog čuvara masonske lože, odgovornog za osiguranje privatnosti i sigurnosti sastanaka lože. Budući da se masonske lože mogu sastajati u prostorijama unajmljenim u gostionicama i drugim javnim mjestima, svaki dvernik ima zadatak čuvati vrata izvana, obično s isukanim mačem, štiteći ložu od nepozvanih osoba ili znatiželjnih i zlonamjernih pojedinaca. On provjerava podobnost članova koji kasne i osigurava da su kandidati za ceremonije pravilno obučeni prije ulaska.
Iako je dvernik mlađi časnik, često je i vrlo iskusan slobodni zidar, nerijetko bivši starješina lože, i može se usporediti s dužnošću narednika. U određenim slučajevima, dvernik nije uvijek član lože koju čuva, već slobodni zidar iz druge lože angažiran posebno za tu svrhu. Njegove druge dužnosti obuhvaćaju pripremu prostora za sastanke, opskrbu simbolima i opremom, te održavanje namještaja i prostorija. U nekim slučajevima dvernik čak može biti stalni, rezidentni čuvar ložinih prostorija, osiguravajući njihovu redovitost i urednost.

## Zadaci dužnosti
U nekim nadležnostima, dvernika imenuje starješina lože, dok ga u drugima biraju sami članovi. Dvernik ima ključnu odgovornost provjeravati masonske vjerodajnice svakoga tko želi ući u ložu, osiguravajući da nepozvane osobe ne dobiju pristup sastancima, te dopuštajući ulazak samo onima koji su kvalificirani za prisustvovanje tekućim aktivnostima.
U većini nadležnosti dvernik je pozicioniran ispred vrata lože tijekom većeg dijela sastanka, često na mjestu s kojeg može čuti postupak bez ometanja. Povijesno, položaj dvernika često je bio namijenjen zaslužnim slobodnim zidarima koji su se našli u teškim životnim okolnostima ili starijim članovima lože koji mogu savjetovati i pružiti podršku onima koji čekaju vani.
U pojedinim nadležnostima starješina može ovlastiti ili uputiti dvernika da "čuva iznutra" tijekom neritualističkih dijelova sastanka. Kada obavlja ovu ulogu iznutra, dvernik prvo zaključava vanjska vrata predsoblja. Potom ostavlja otvorena unutarnja vrata između predsoblja i glavne prostorije lože te sjeda na mjesto najbliže vratima, i dalje držeći svoj isukani mač kao simbol čuvanja. Prisustvo dvernika unutra omogućuje mu da aktivno sudjeluje u poslovnim dijelovima sastanka, iznese svoje mišljenje, daje izvješća i primi eventualne upute.
U drugim nadležnostima, kao što je Ujedinjena velika loža Engleske, dvernik mora ostati ispred zatvorenih vrata lože; u iznimnim prilikama kad uđe u prostoriju, neki drugi časnik (obično unutarnji stražar, ili mlađi đakon u SAD-u) preuzima privremeno njegovu odgovornost na vratima.
Osim osnovnih dužnosti, u nekim nadležnostima i ložama dvernik preuzima dužnost poslužitelja pošte, zaduženog za slanje poziva, dostavu poruka i obavijesti članovima lože, bilo kod kuće ili na radnom mjestu, prema uputama lože ili starješine.

## Podrijetlo pojma
Podrijetlo engleskog pojma Tyler nije sasvim jasno, a kroz povijest su iznesene različite teorije. Prvotno su se masonske lože sastajale u gostionicama i tavernama, gdje je Tyler u staroengleskom jeziku označavao osobu koja je čuvala vrata gostionice. Prema drugom tumačenju, naziv bi mogao dolaziti od obrta keramičar (engl. tiler, tile maker) — osobe koja postavlja krovne i podne pločice. Uz to, postoje i kreativnija objašnjenja:
- U operativnom zidarstvu, Tyler je možda bio zadužen za iscrtavanje nacrta hrama ili katedrale kredom na podu.
- Neki smatraju da bi ime moglo biti povezano s Wat Tylerom, vođom Seljačke pobune 1381. godine u Engleskoj, čije se ime prenijelo kao simbol otpora i zaštite.[5]
- Drugi sugeriraju da je Tyler izvedenica riječi "tether" (privezak, vez), kao izraz za pričvršćivanje ili osiguravanje vrata.
- Također, zbog povezanosti s pločicama koje zatvaraju i brtve zidove i krovove, smatra se da Tyler simbolički "zapečaćuje" aktivnosti unutar lože, osiguravajući da ostanu nedostupne za vanjske oči.

U hrvatskom jeziku, pojam dvernik je izvedenica od dveri, staroslavenske riječi, također i arhaizma, za vrata.

## U popularnoj kulturi
Poznati prikaz Williama Hogartha, pod nazivom Noć, prikazuje prizor u kojem dvernik iz jedne od četiri prve lože prati pijanog masona na putu kući. Prizor se odvija 1717. godine u londonskoj taverni Rummer & Grapes, poznatoj po tome što je služila kao jedno od prvih okupljališta slobodznih zidara.
Vjeruje se da je prvo ime lika Tylera Durdena u filmu Klub boraca (kojeg glubi Brad Pitt) simbolična referenca na dvernikovu dužnost provođenja tajnovitosti i diskrecije te očuvanja lože.